# Heroica Puebla de Zaragoza

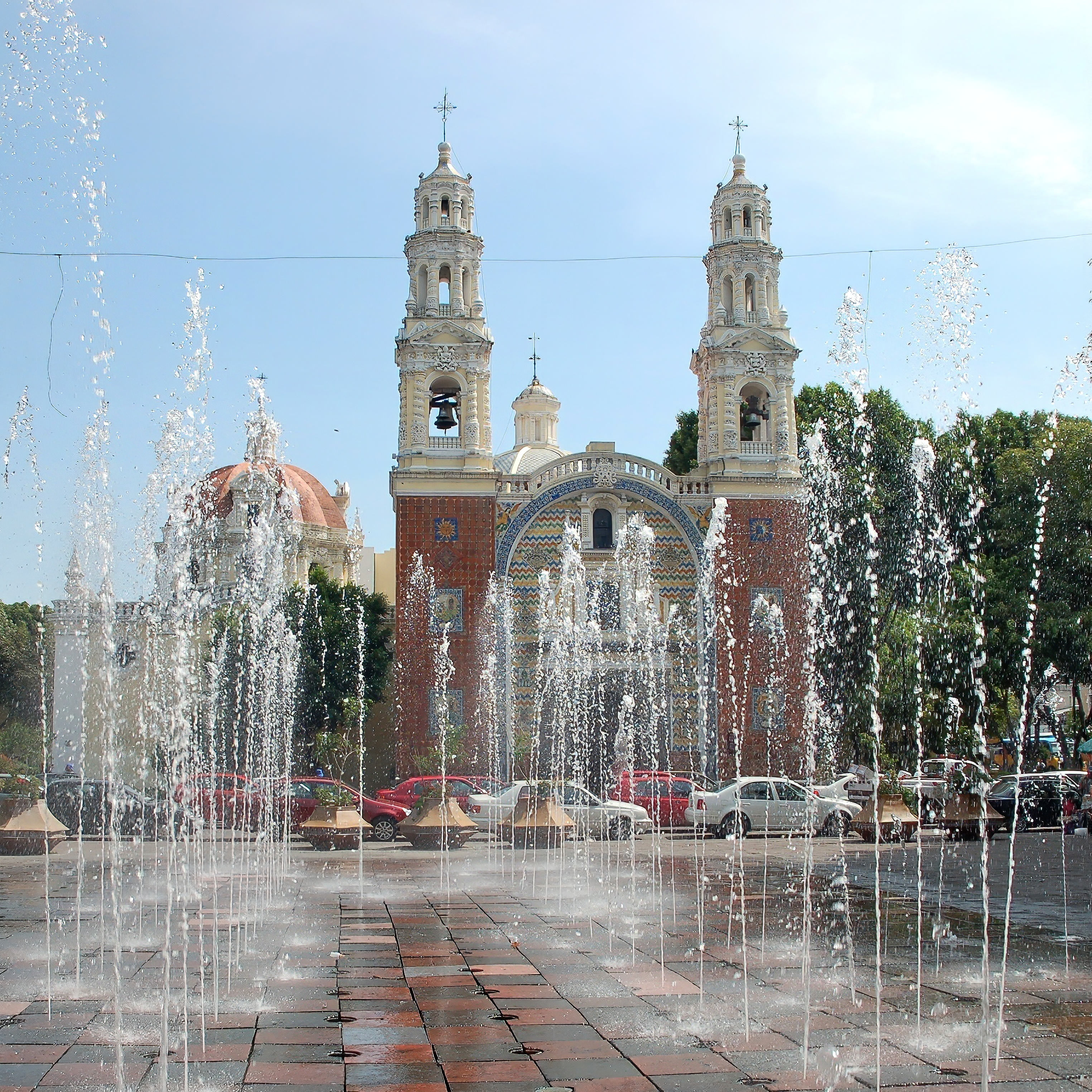
Guadalupe Kirche

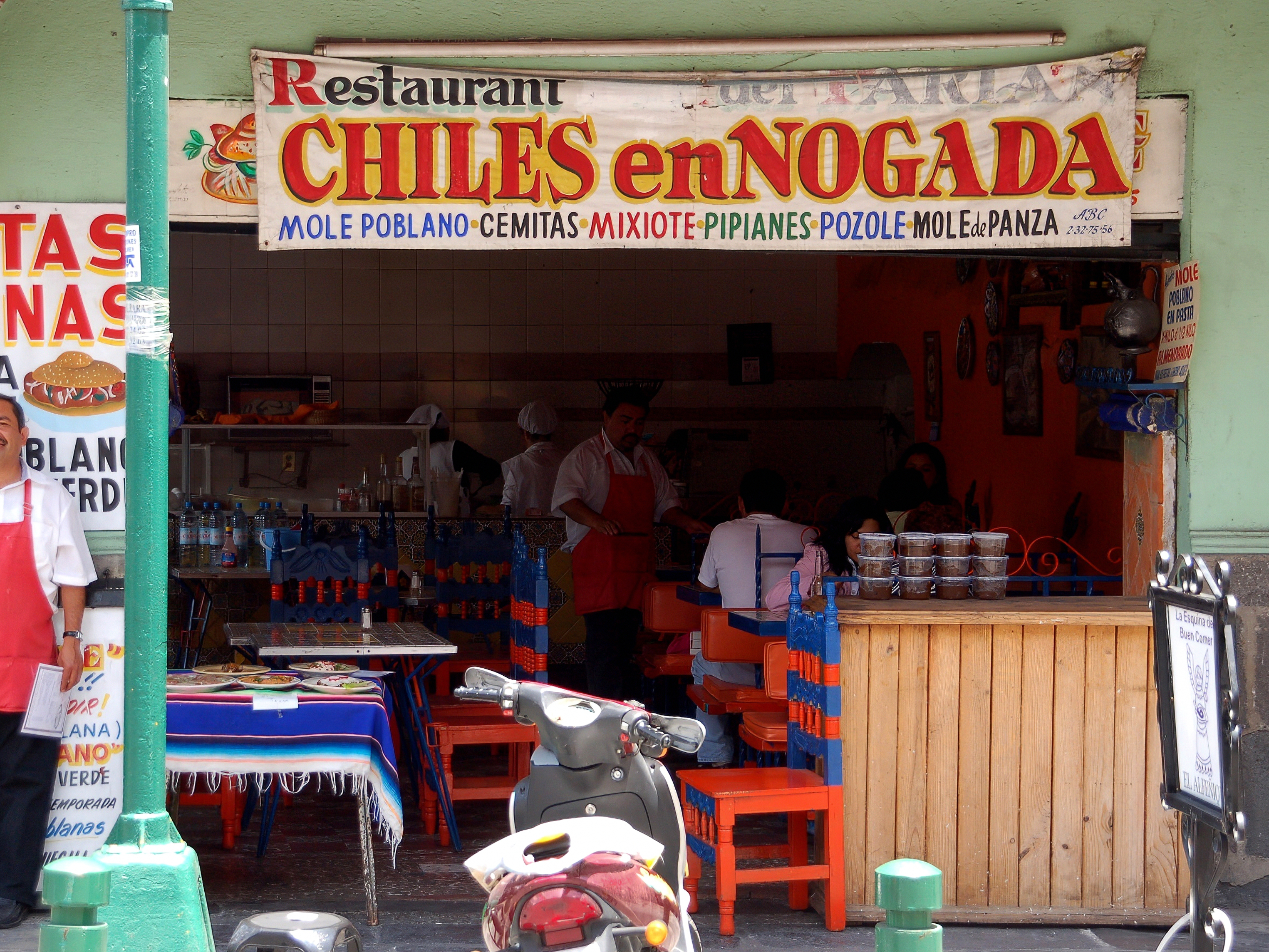
Mexikanisches Restaurant in Puebla

Heroica Puebla de Zaragoza (kurz Puebla) ist die Hauptstadt des gleichnamigen zentralmexikanischen Bundesstaates Puebla sowie des Municipio Puebla mit rund 1,5 Millionen Einwohnern. Der Beiname bezieht sich auf den Sieg der Mexikaner über das französisch geführte Interventionsheer im Jahr 1862. Die Stadt Puebla ist auch unter dem Namen Puebla de los Ángeles bekannt, den sie in der Kolonialzeit führte. Noch heute ist, zumeist in Druckwerken, der davon abgeleitete Name Angelópolis (Adjektiv: angelopolitano) anzutreffen. Der Großraum von Puebla und Tlaxcala, die Zona Metropolitana de Puebla-Tlaxcala, steht nach Bevölkerungszahl an vierter Stelle hinter den Großräumen Mexiko-Stadt, Guadalajara und Monterrey.
Puebla ist eine für ihre Schönheit berühmte Stadt, in der das alte und das neue Mexiko aufeinandertreffen: die Werkstätten der Talavera-Keramik und anderer kunsthandwerklichen Erzeugnisse, die vier Jahrhunderte alten Gebäude der Kolonialzeit und moderne Industrie.
Die Altstadt von Puebla ist seit 1987 bei der UNESCO als Weltkulturerbe anerkannt. 2013 wurde der Stadt (analog zu Veracruz) der vierfache Heldentitel verliehen, der offizielle Name lautet seitdem Cuatro Veces Heroica Puebla de Zaragoza („Viermal Heroische Stadt Puebla de Zaragoza“).

## Geografie
Puebla liegt in einem zentralmexikanischen Tal auf 2175 m Höhe und ist von Vulkanen und Bergen der Sierra Nevada umgeben. Im Westen begrenzen die ca. 40 km von Puebla entfernten Vulkane Popocatépetl und Iztaccíhuatl das Tal. Im Norden befindet sich der inaktive Vulkan La Malinche und im Osten des Tals ragt der 5747 m hohe Pico de Orizaba empor. Puebla liegt im Bewässerungsgebiet des Flusses Atoyac, der durch nördliche, östliche und südliche Teile des Stadtbezirks fließt und mit dem See Valsequillo verbunden ist.

## Stadtbild

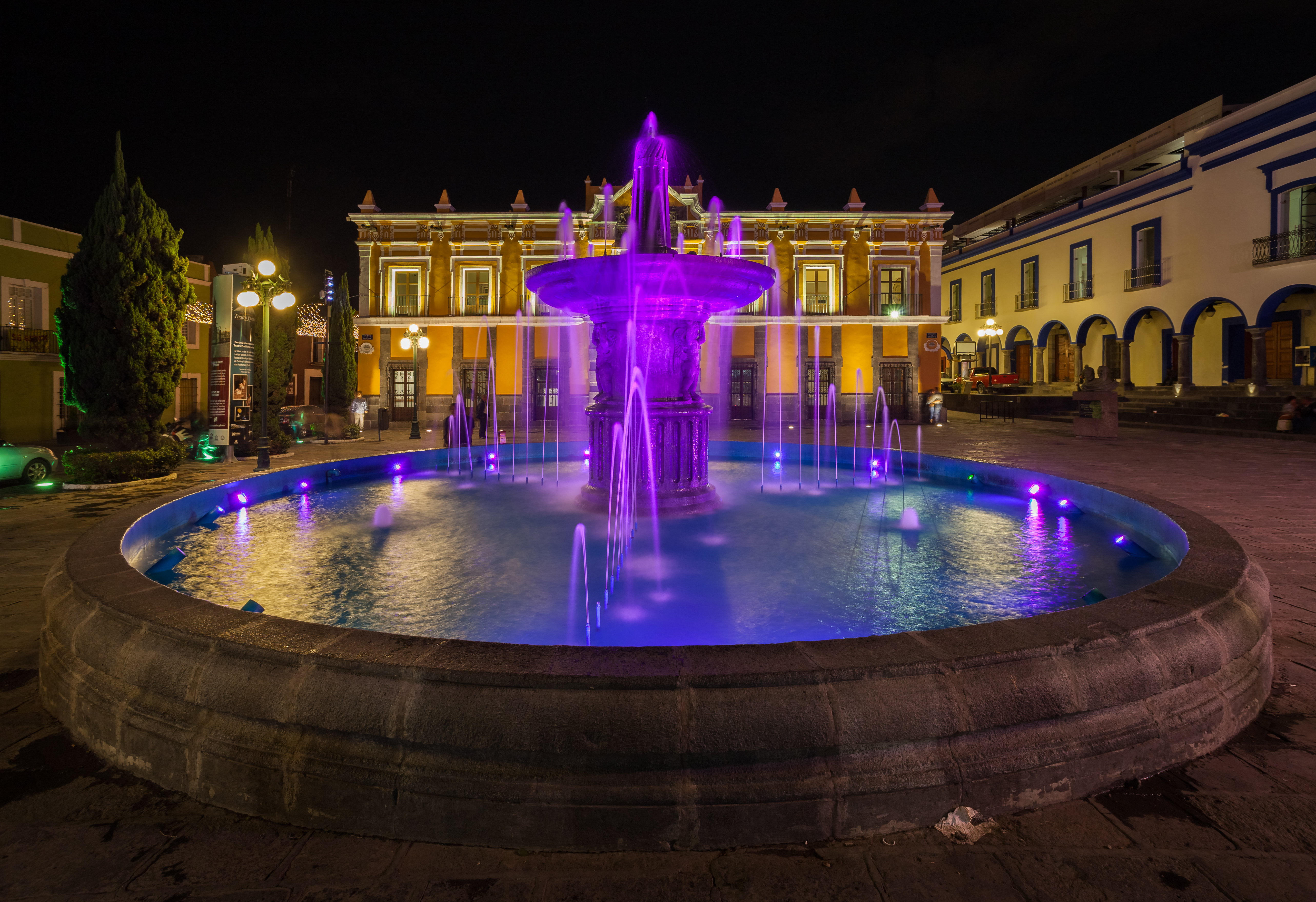
Brunnen mit dem Teatro Principal im Hintergrund

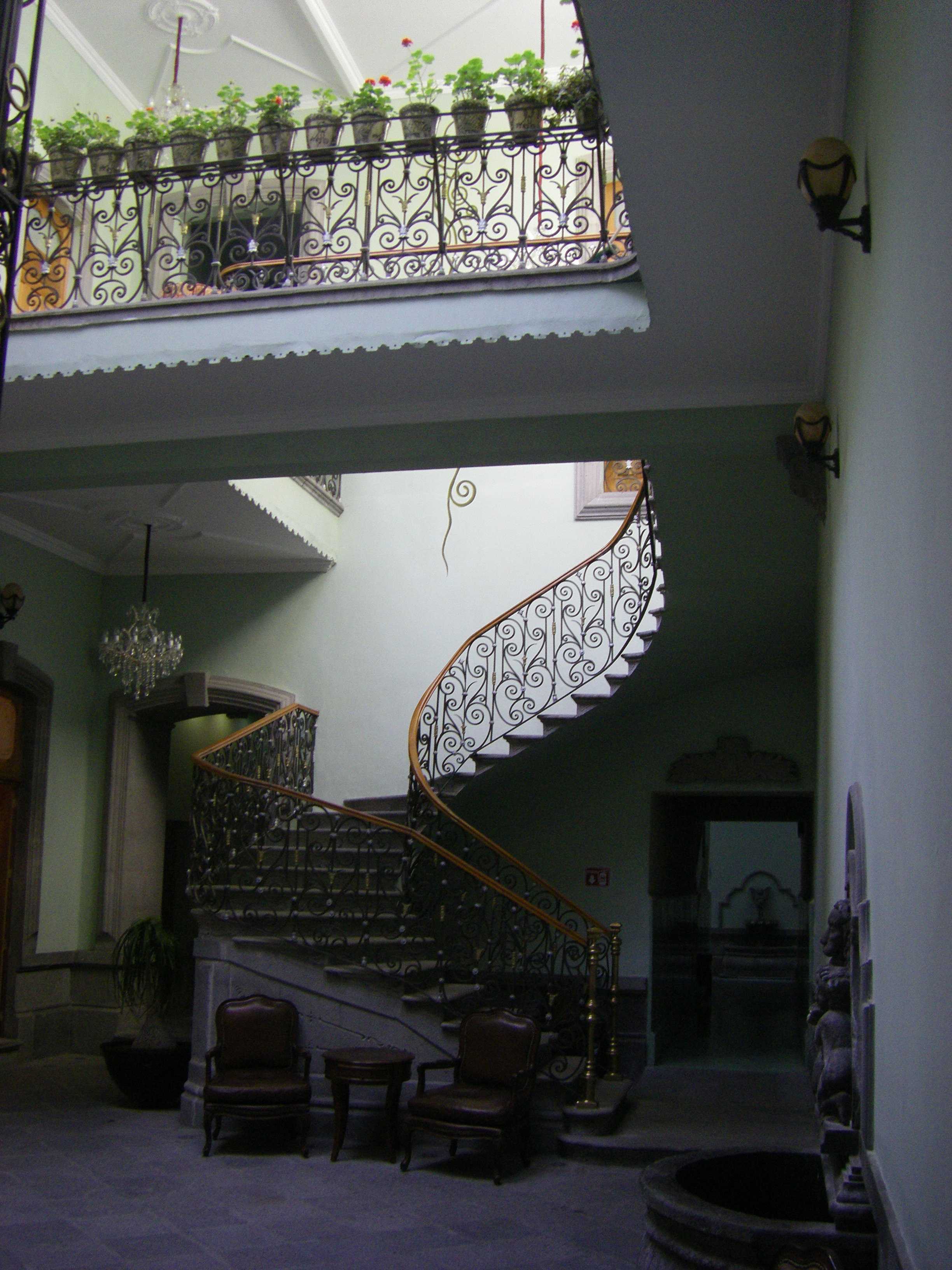
Innenhof im Zentrum von Puebla

Die Backsteinhäuser mit Patio haben oft eine in Türkis oder Blau gehaltene Kachelfassade mit floralen Ornamenten und barocke Elemente. Die Stadt erstreckt sich über eine relativ große Fläche, was durch das Fehlen von höheren mehrstöckigen Häusern zu erklären ist.
Die bedeutendste Sehenswürdigkeit der Stadt ist das (ehemalige) Kloster Santo Domingo mit der barocken Capilla del Rosario, die überschwänglich mit Stuckornamenten und Gold ausgestattet ist. Die Kathedrale von Puebla mit prächtigem Chorgestühl wurde 1588 geweiht und ist die höchste und zweitgrößte Kirche Mexikos.
Die Stadt erhielt bei der Gründung die erste Universität Mexikos. Bedeutend ist die bischöfliche Residenz mit der großen Bibliothek von Bischof Juan de Palafox.
Zu den wichtigsten Gebäuden der Kolonialzeit gehören weiter die Kirchen San Cristobal und San Felipe Neri und das Teatro Principal aus dem 18. Jahrhundert, das als das älteste von Nordamerika gilt.

## Bildergalerie Altstadt

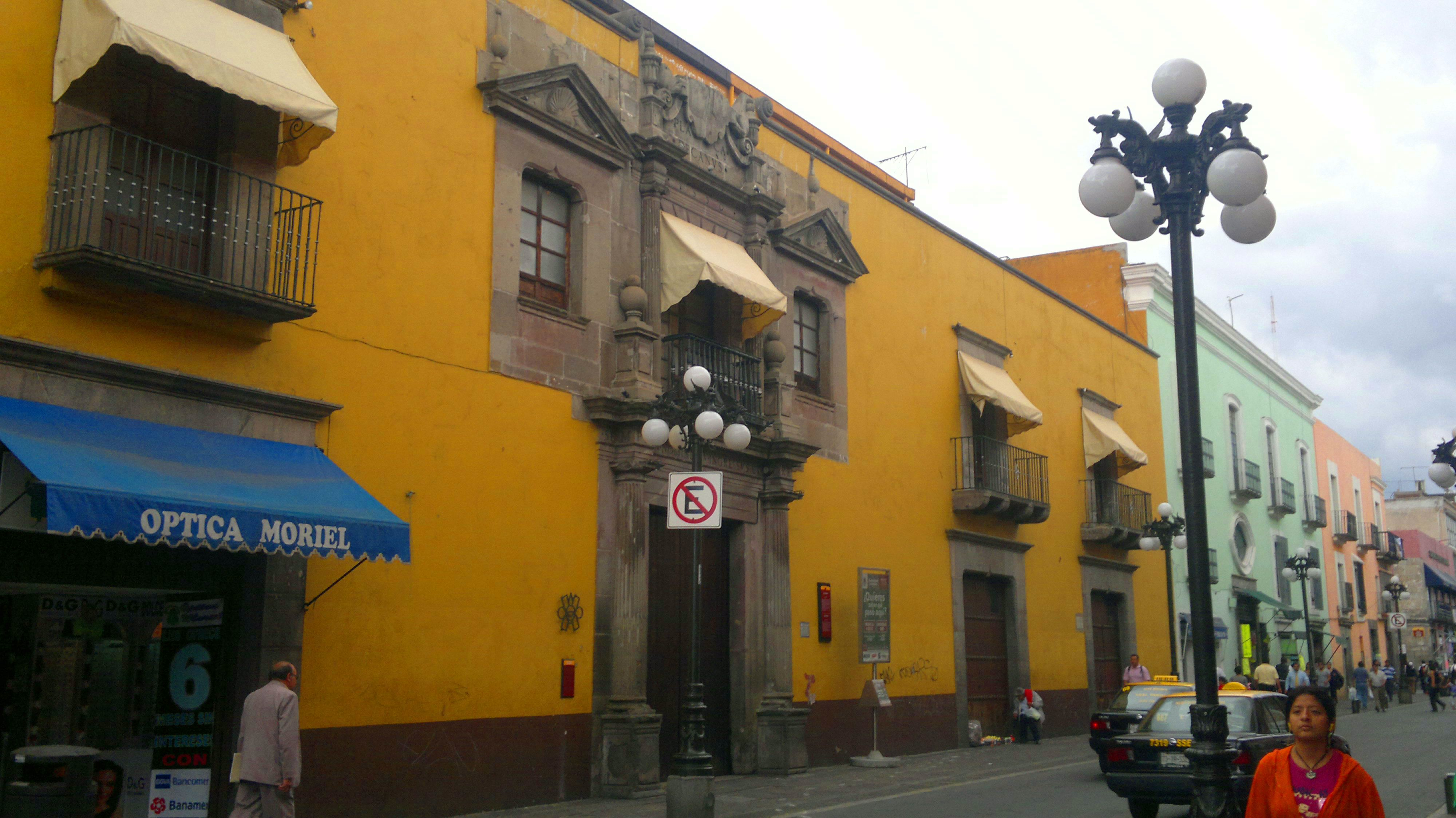
Die Casa del Dean aus dem 16. Jhd.
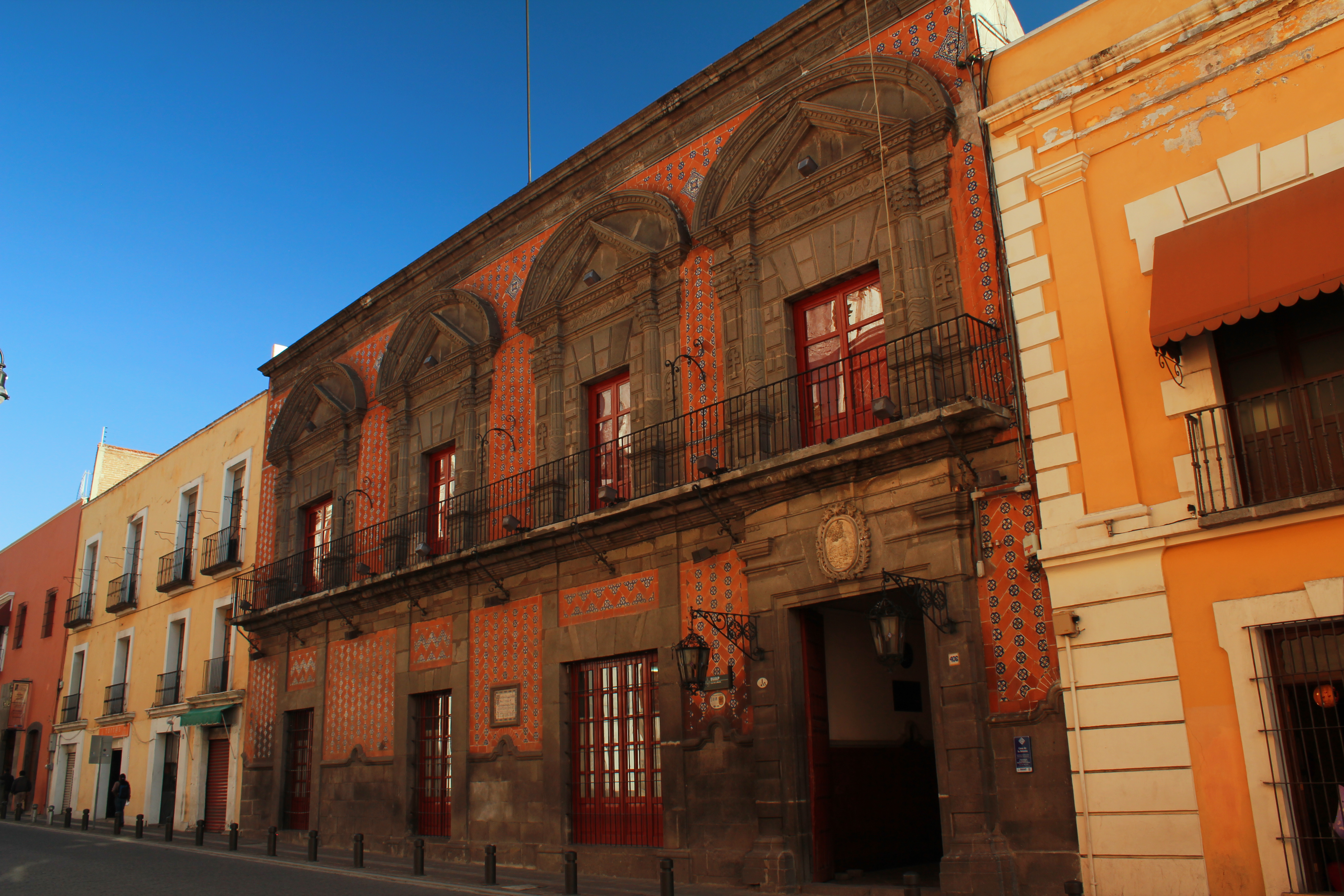
Casa de las Bóvedas
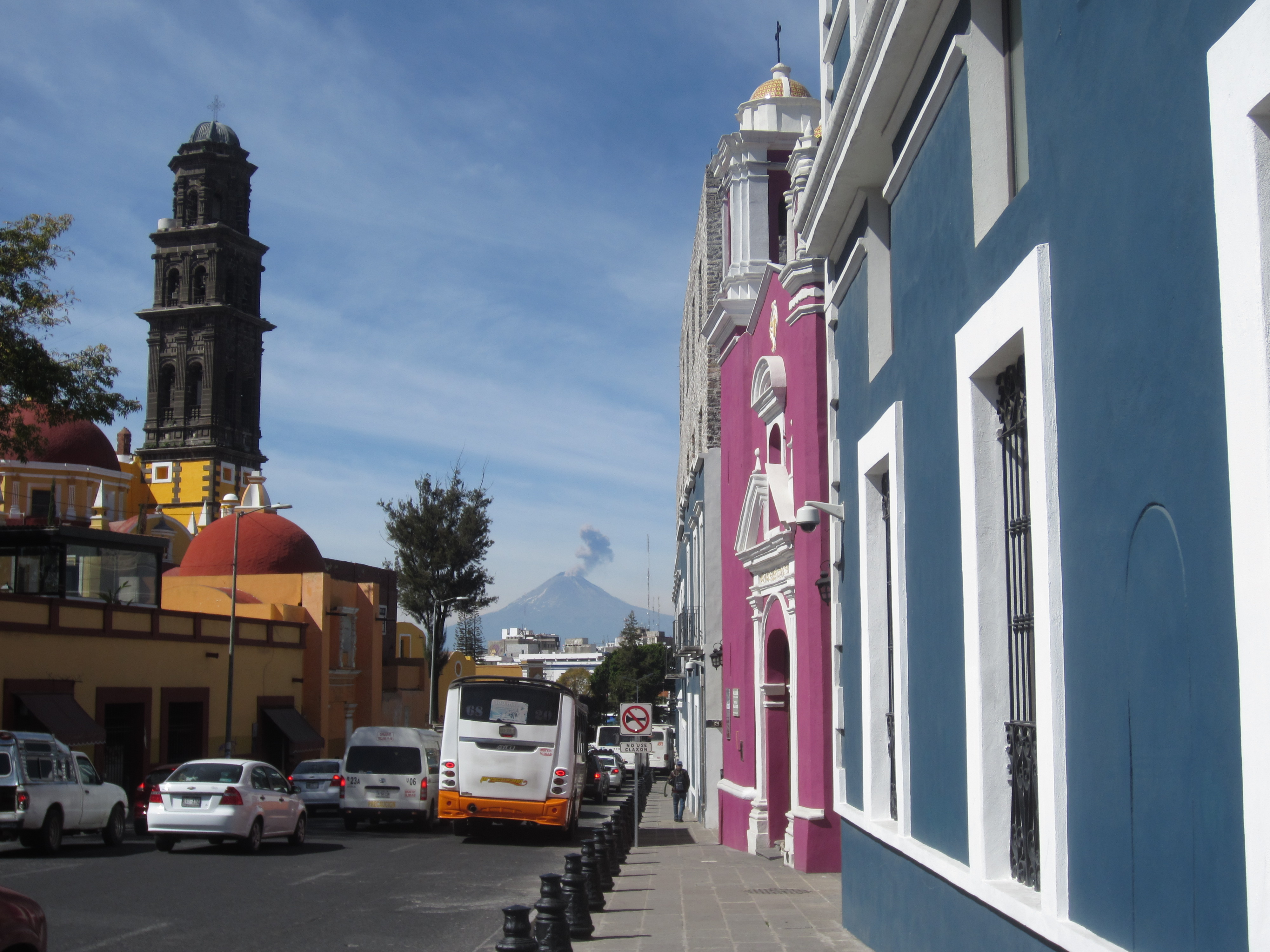
Straßenansicht mit der Klosterkirche St. Franziskus (links)
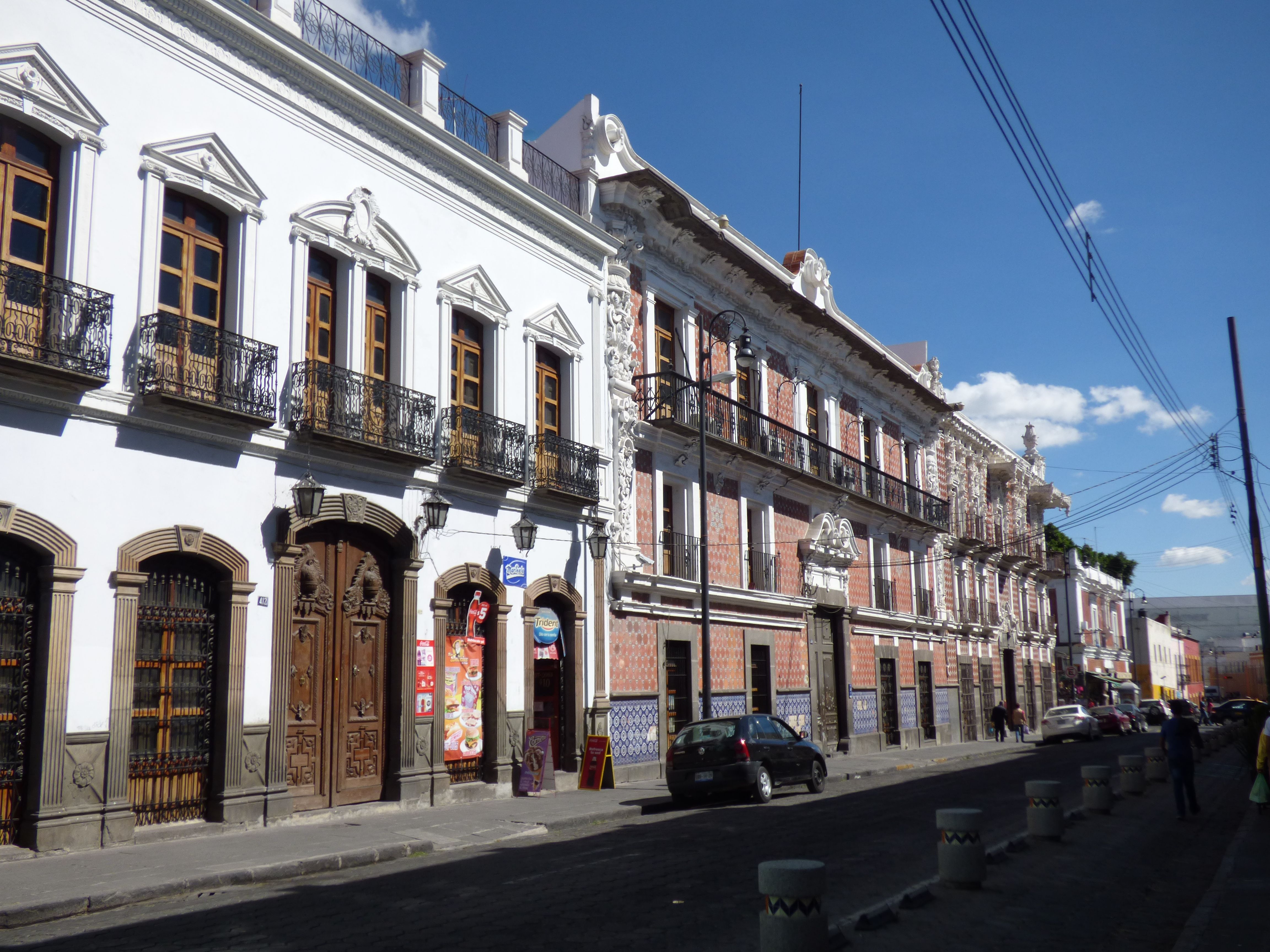
Straße in der Altstadt mit der Casa del Capitán Munuera
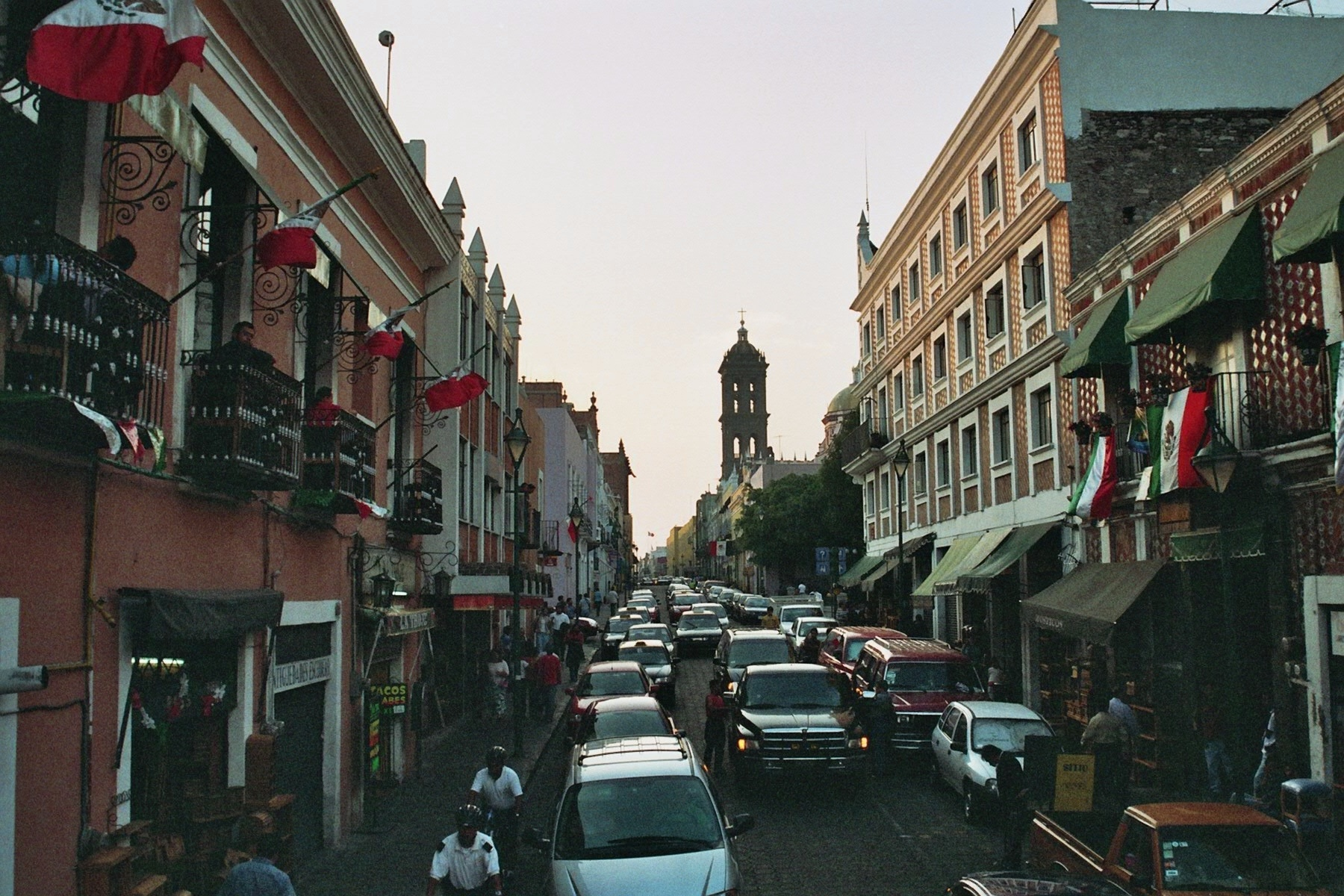
Straße im Zentrum von Puebla während des Unabhängigkeitstages („Día de la Independencia“)
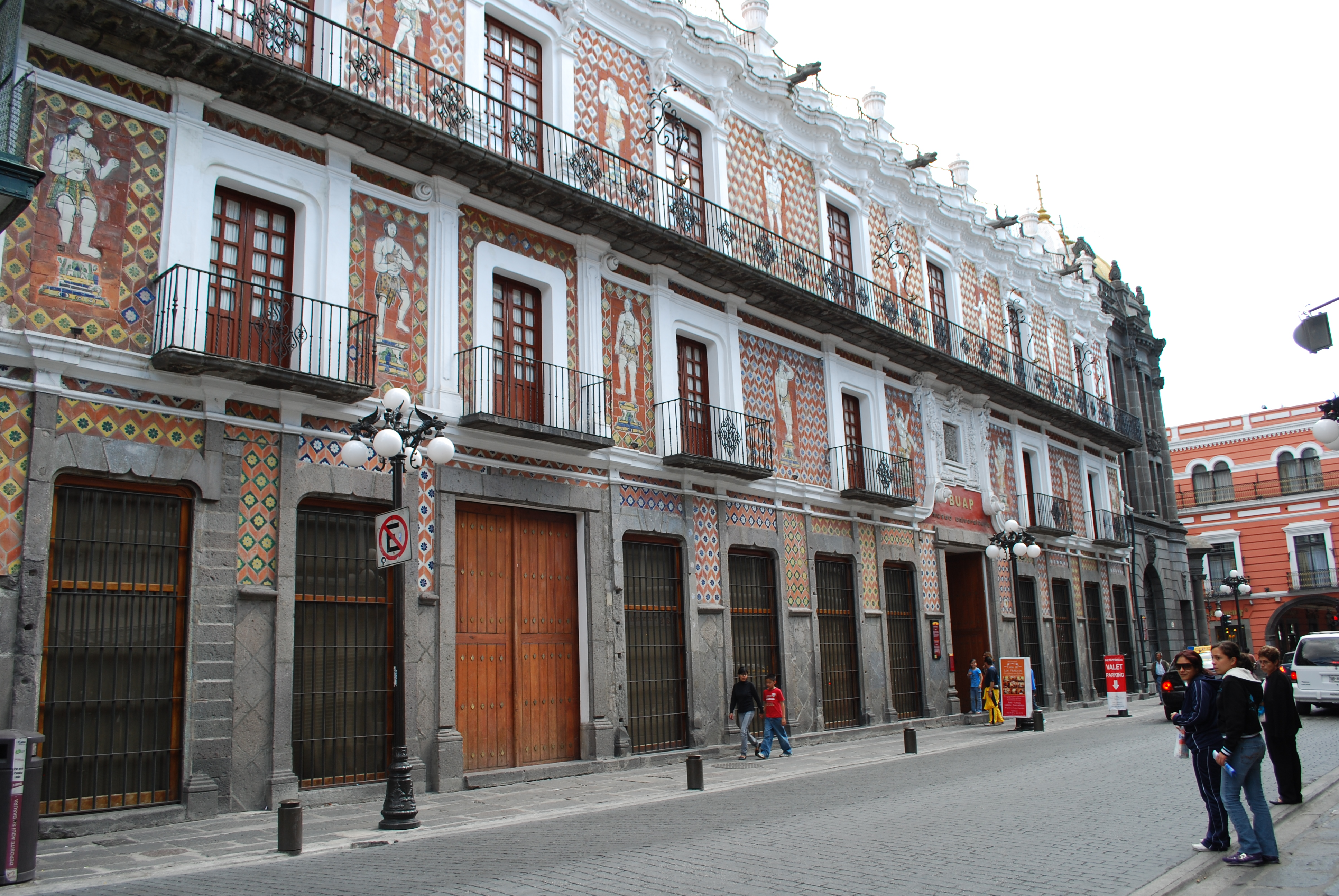
Die Casa de los Muñecos im historischen Zentrum
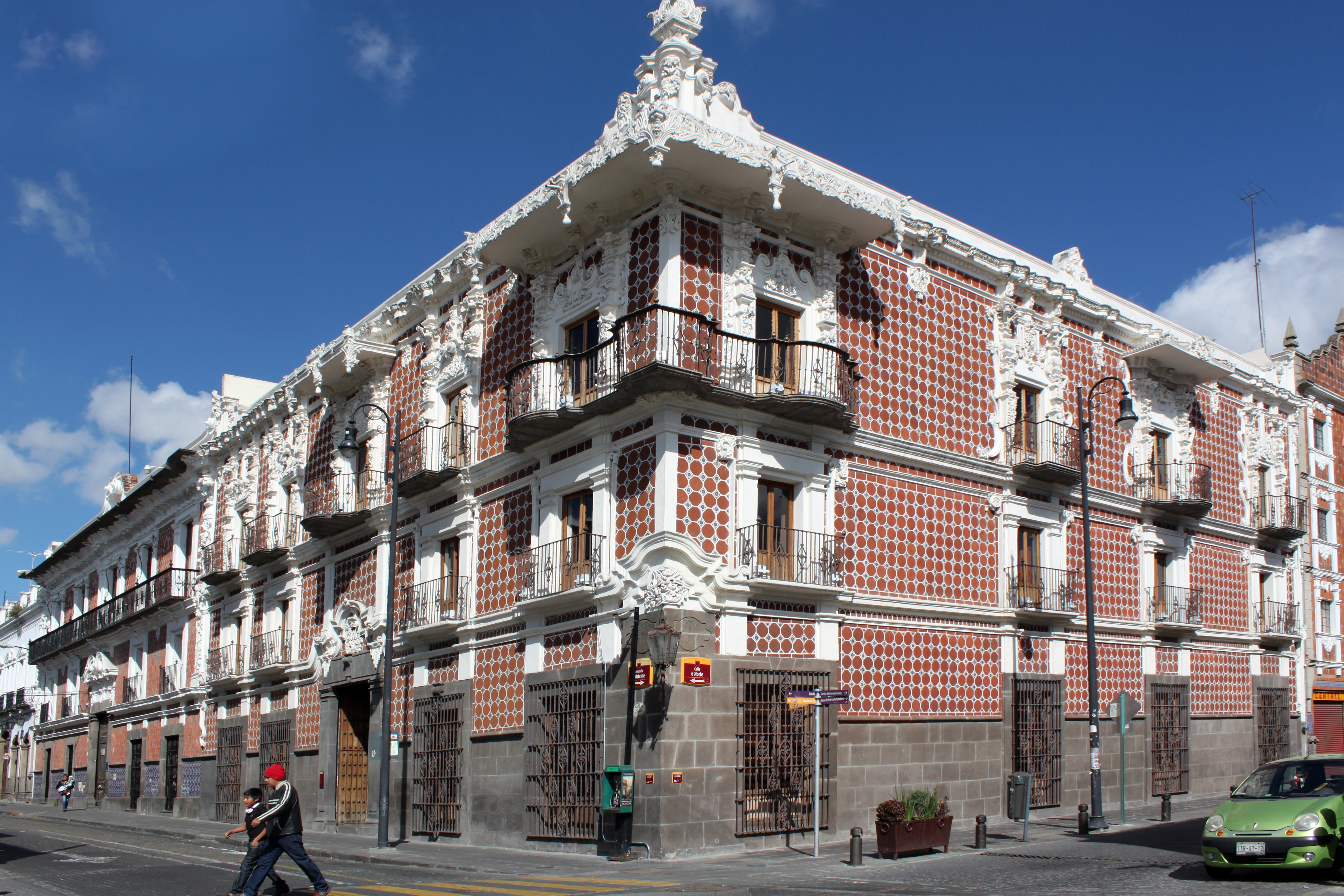
Die Casa de  Alfeñique
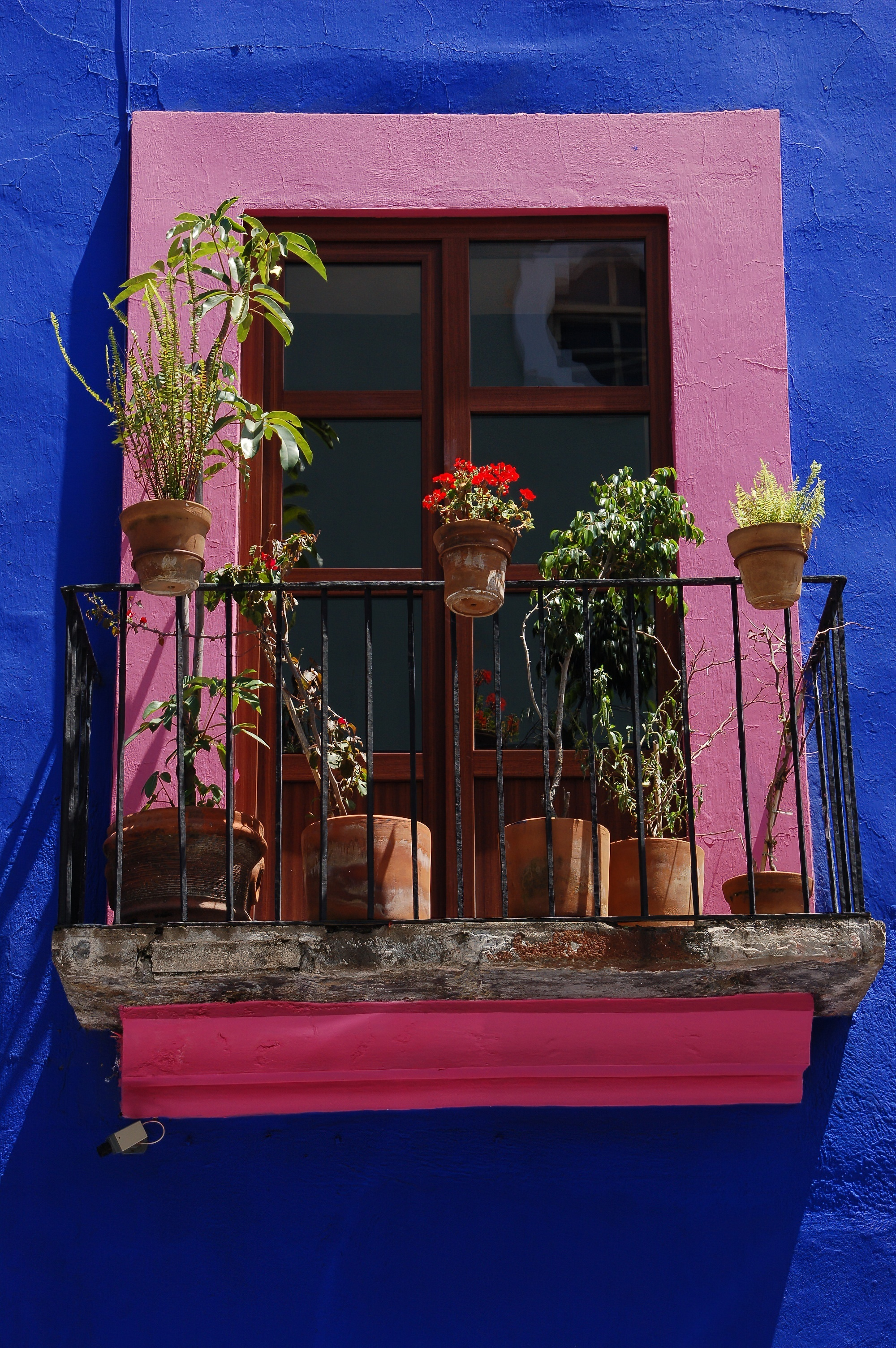
Blaues Haus mit rotem Balkon

## Bevölkerung

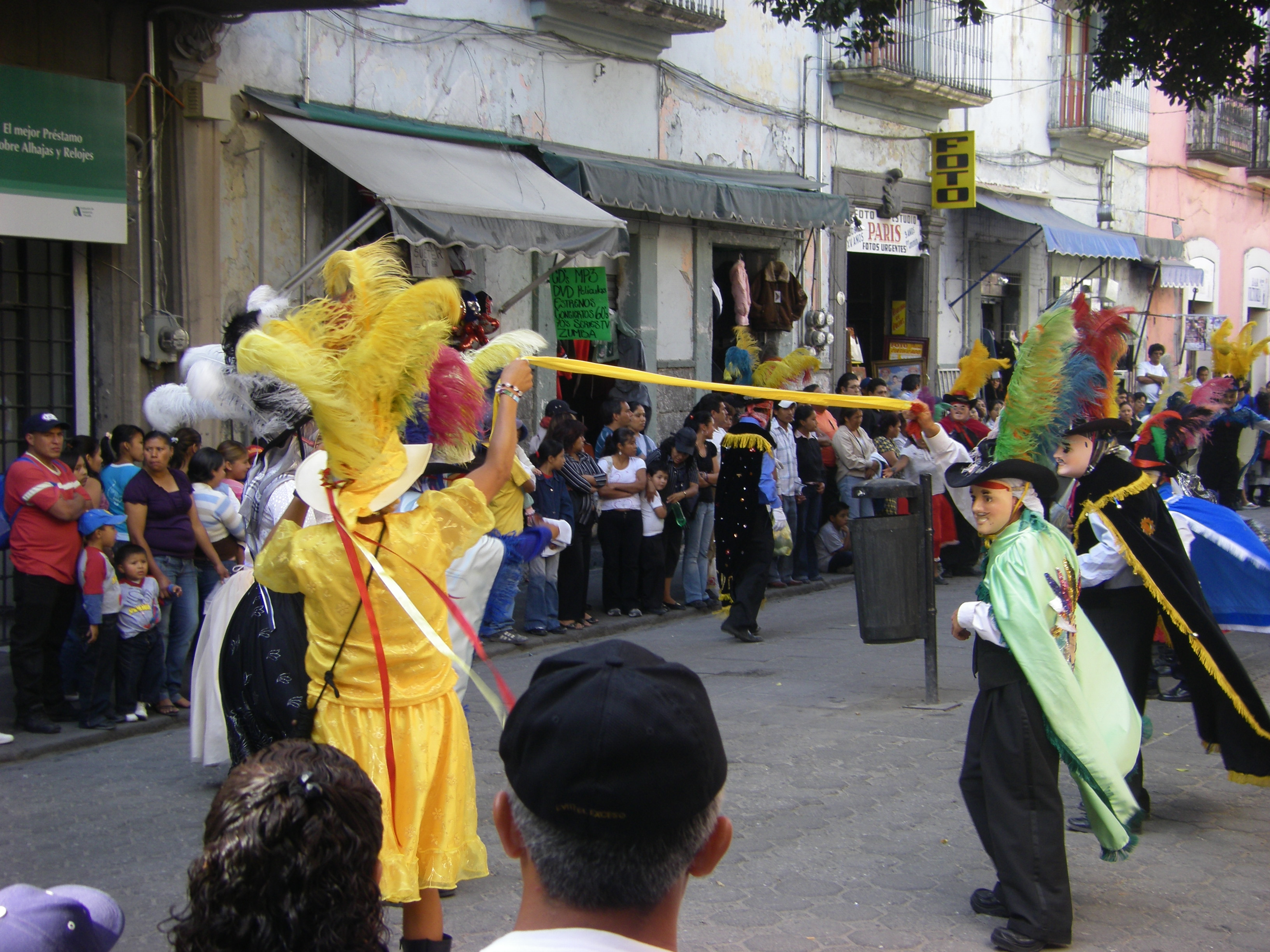
Straßenmusikanten an einem Sonntag in Puebla

Bevölkerungsentwicklung der Stadt
| Jahr | Einwohnerzahl |
| ---- | ------------- |
| 1990 | 1.007.170     |
| 1995 | 1.157.625     |
| 2000 | 1.271.673     |
| 2005 | 1.399.519     |
| 2010 | 1.434.062     |
| 2014 | 1.498.300     |

Bevölkerungsentwicklung der Metropolregion
| Jahr | Einwohnerzahl |
| ---- | ------------- |
| 1950 | 298.000       |
| 1960 | 387.000       |
| 1970 | 664.000       |
| 1980 | 1.021.000     |
| 1990 | 1.790.000     |
| 2000 | 2.285.000     |
| 2010 | 2.732.000     |
| 2017 | 3.049.000     |

## Geschichte
Die Stadt wurde 1531 als Puebla de los Ángeles zwischen Veracruz und Mexiko-Stadt gegründet, um die Handelsstraße zu kontrollieren. Sie liegt im Cuetlaxcoapontal. Spanier und indianische Hilfskräfte errichteten gemäß einem vorgegebenen Grundplan Wohngebäude im Kolonialstil.
Im Jahr 1543 wurde der Bischofssitz des 1525 gegründeten Bistums Tlaxcala nach Puebla verlegt. 1903 wurde es von Papst Pius X. zum Erzbistum erhoben und in Erzbistum Puebla de los Ángeles umbenannt.
Nach der Unabhängigkeit (1810) verwandelte sich Puebla in ein kulturelles Zentrum, in dem sich eine Gruppe von außergewöhnlichen Gelehrten herausbildete: unter ihnen der später als Verkörperung der mexikanischen Volksseele geltende Francisco Javier Clavijero. In Puebla residiert Ramos Arizpe bis zu seinem Lebensende, der Vater des Bundesstaatsgedankens. Ignacio Comonfort setzt die ersten Reformgesetze durch.
Während der zweiten französischen Intervention wurde Puebla ab dem 16. März 1863 von General Élie-Frédéric Forey belagert. Bis zu 35.000 Soldaten belagerten die Stadt. Die eingeschlossene Bevölkerung hoffte vergeblich auf die Ankunft der Armee von Ignacio Comonfort, bis sie am 19. Mai 1863 kapitulierte. Forey ließ zahlreiche Offiziere und Generäle via Martinique nach Frankreich verschleppen. Er schickte sich sogleich an, in Puebla die ausschließlich aus Konservativen zusammengesetzten Gründungsinstitutionen zur Einsetzung einer Napoleon III. genehmen Monarchie einzusetzen.
Am 5. Mai 1862 wurde die Stadt von mexikanischen Streitkräften unter General Ignacio Zaragoza (auf dem hügeligen Gelände von Loreto und Guadalupe) befreit. Der 5. Mai ist aus diesem Grund ein Nationalfeiertag (Cinco de Mayo). Die Einnahme der Stadt durch General Porfirio Díaz am 2. April 1867 war der Auftakt zum Ende der Herrschaft Maximilians.
Während des Porfiriats bewahrte die Stadt ihren Ruf und wandelte sich zu einem Zentrum der Erholung und der Bildung, auch zu einem wichtigen Zentrum der wirtschaftlichen Entwicklung, da hier eine blühende Textilindustrie entstand.
Zur selben Zeit verstärkte sich die Einwanderung aus Europa, wobei sich in Puebla hauptsächlich Spanier, Italiener, Deutsche, Franzosen und Libanesen niederließen. Die Spanier stellen unter ihnen die größte Gruppe dar, ihr Einfluss wird in der Architektur und der Gastronomie deutlich. Sie stammen hauptsächlich von Kastilien, Aragon und Galicien, was auch oft noch an ihrer Aussprache des Spanischen zu erkennen ist. Deutlich zeigt sich auch der französische Einfluss, beispielsweise an seinem Monument, einem Geschenk der französischen Gemeinde und an der Küche, besonders dem Brot.
Die Italiener ließen sich Ende des 19. Jahrhunderts im nahegelegenen Chipilo nieder: Mehr als 600 Venetos von Norditalien wanderten ein, was die Besonderheiten der Architektur und der Küche erklärt, zu der auch heute noch die Polenta gehört. Auch der italienische Dialekt des Herkunftsorts ist heute noch in der Umgebung von Chipilo zu hören. Ebenso sind Bräuche und Traditionen Italiens immer noch lebendig.
Die Deutschen ließen sich zunächst in der Humboldt-Kolonie nieder, wobei sie Häuser im für Bayern typischen Stil errichteten. Eindrucksvollstes Bauwerk dieser Zeit ist die Lutherische Kirche. Dazu gehört die Gründung der deutschen Schule Colegio Alemán Alexander von Humboldt, die der Pflege der deutschen Sprache und Kultur diente. Nach dem Zweiten Weltkrieg wurde sie wieder eröffnet und ist heute eine internationale Begegnungsschule mit einem hohen Anteil von Schülern mexikanischer Abstammung. Das Oktoberfest Pueblas, an dem 2005 mehr als 4.000 Poblaner teilnahmen, ist wahrscheinlich das größte nach Mexiko-Stadt. Auch in der Architektur von Nuevo Necaxa zeigen sich deutliche deutsche Einflüsse. Durch die Ansiedlung des Volkswagenwerks im Norden der Stadt verstärkte sich der Zuzug von Deutschen weiter.
Zu den seit Generationen ansässigen Einwanderern gehören außerdem die libanesischen und jüdischen Händler. Die arabischen Tacos sind dadurch zu einer Spezialität der Gastronomie geworden.
Auch das Ende des Porfiriats ist ohne Puebla nicht denkbar. Es waren die Geschwister Aquiles, Carmen y Máximo Serdán, die als erste an der Verschwörung gegen das Regime teilnahmen. Sie wurden am 18. November 1910 zu den ersten Märtyrern der Revolution.
1987 erklärte die UNESCO Puebla zum Weltkulturerbe.

## III. Generalversammlung des Lateinamerikanischen Episkopats
Anfang 1979 fand in Puebla die III. Generalversammlung des Lateinamerikanischen Episkopats statt, auf der die Römisch-katholische Kirche von Lateinamerika entgegen andersgerichteten Bemühungen die bei der II. Generalkonferenz 1968 in Medellín beschlossene 'Option für die Armen' bestätigte. Die Konferenz von Puebla war die erste große internationale Versammlung, an der der neu gewählte Papst Johannes Paul II. teilnahm.

## Wirtschaft und Infrastruktur

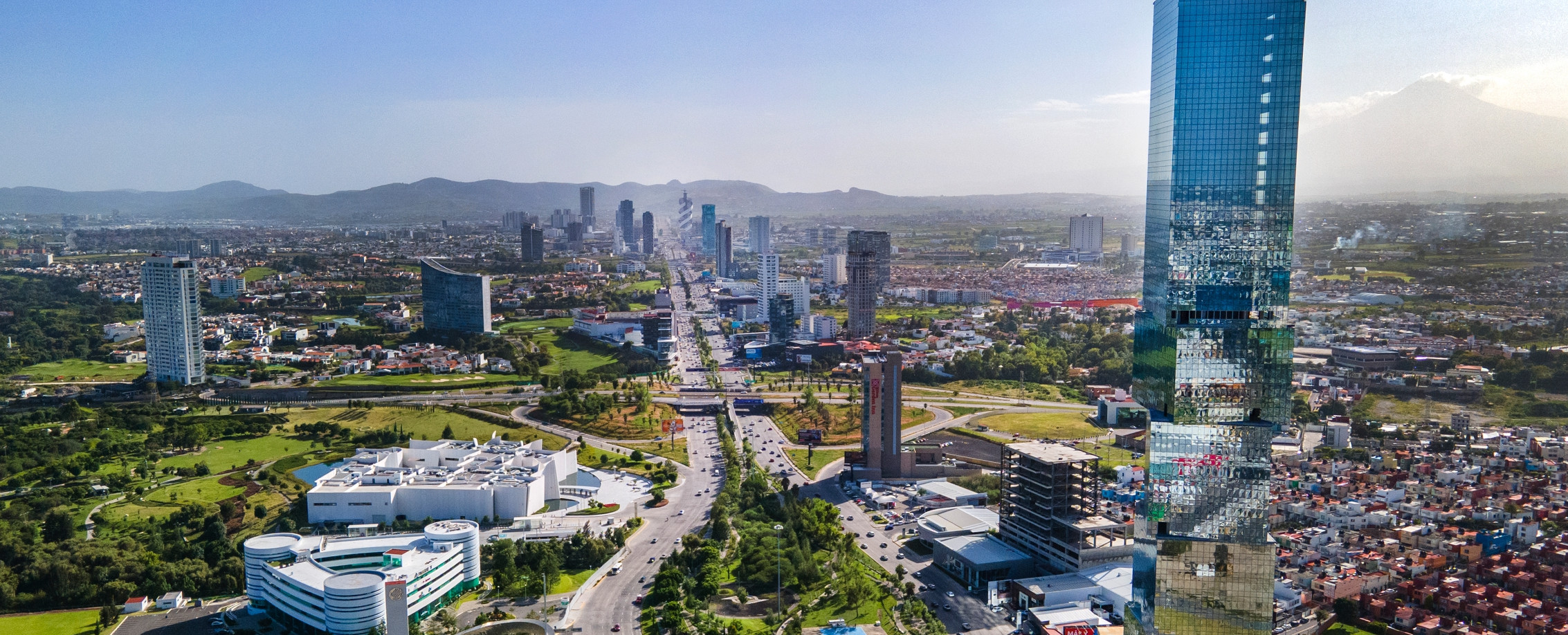
Moderne Skyline

Puebla ist ein Zentrum der Landwirtschaft, des Handels, der Industrie und des Tourismus im zentralen Hochland von Mexiko. Die wichtigsten Erzeugnisse sind Textilien, Glaswaren, Keramik, Kacheln, Lebensmittel und Kraftfahrzeuge und Fahrzeugteile.
Größter Arbeitgeber in der Stadt ist Volkswagen de México, wo bis 2003 der VW Käfer gebaut wurde. Derzeit werden dort der Jetta, der Tiguan mit langem Radstand und der Taos gefertigt. Der Beetle wurde für den gesamten Konzern ausschließlich in Puebla gefertigt. In der Stadt sind auch noch weitere deutsche und französische Unternehmen angesiedelt, die Autoteile herstellen oder Logistikdienstleistungen für die Automobilindustrie anbieten.
Der internationale Flughafen von Puebla „Hermanos Serdán“ liegt 23 Kilometer nordwestlich von Puebla.

## Bildung
In Puebla befinden sich mehr als 20 Hochschulen, was landesweit nur noch von Mexiko-Stadt übertroffen wird. Unter anderem sind dies die Benemérita Universidad Autónoma de Puebla (BUAP, 1937 gegründet), die Universidad de las Américas (UDLA, 1940 gegründet), die Universidad Iberoamericana Puebla (Ibero Puebla) der Jesuiten, die Universidad Popular Autónoma del Estado de Puebla (UPAEP), das Instituto Tecnológico de Puebla (ITP), das Instituto Tecnológico y de Estudios Superiores de Monterrey (ITESM), die Universidad del Valle de México (UVM) und die Universidad Anáhuac de Puebla.
Auch eine deutsche Schule (Colegio Humboldt) existiert in Puebla, sowie eines der größten privaten Sprachzentren für Deutsche Sprache auf dem amerikanischen Kontinent (Centro de Idiomas Volkswagen).

## Städtepartnerschaften
Puebla hat folgende Partnerstädte:
| Stadt                | Land               |
| -------------------- | ------------------ |
| Asunción             | Paraguay           |
| Cancún               | Mexiko             |
| Łódź                 | Polen              |
| Oklahoma City        | Vereinigte Staaten |
| Pueblo (Colorado)    | Vereinigte Staaten |
| Rhodos               | Griechenland       |
| Talavera de la Reina | Spanien            |
| Cádiz                | Spanien            |
| Burgo de Osma        | Spanien            |
| Wolfsburg            | Deutschland        |
| Xalapa               | Mexiko             |
| Fès                  | Marokko            |
| Wonsan               | Nordkorea          |

## Persönlichkeiten

### Söhne und Töchter der Stadt
- Felipe Codallos (1790–1823), Gouverneur von Puebla
- Ignacio Comonfort (1812–1863), Politiker
- Antonio Vanegas Arroyo (1852–1917), Verleger
- Aquiles Serdán (1877–1910), Revolutionär
- Salvador R. Guzmán Esparza (1888–1962), Diplomat
- Roberto E. Guzmán (1899–?), Schauspieler und Regisseur
- Alfonso Espino y Silva (1904–1976), Erzbischof von Monterrey
- Albert Baez (1912–2007), US-amerikanischer Physiker
- Alfonso Reyes Ramos (1913–1969), Bischof von Ciudad Valles
- Elena Garro (1916–1998), Schriftstellerin
- Chucho Martínez Gil (1917–1988), Sänger und Komponist
- Alfonso León de Garay Castro (1920–2002), Strahlenbiologe und Diplomat
- Joaquín Cordero (1922–2013), Schauspieler
- Enrique Sesma (* 1927), Fußballspieler
- Octavio Rivero Serrano (1929–2022), Pneumologe
- Sergio Pitol (1933–2018), Literaturwissenschaftler, Schriftsteller und Diplomat
- Ángeles Mastretta (* 1949), Dichterin
- Oscar Roberto Domínguez Couttolenc (* 1956), Erzbischof von Tulancingo
- Rafael Chávez Carretero (* 1958), Fußballtrainer
- José Luis Sánchez Solá (* 1959), mexikanisch-spanischer Fußballtrainer
- Eugenio Andrés Lira Rugarcía (* 1965), katholischer Geistlicher, Bischof von Matamoros
- Miguel Ángel Castro Muñoz (* 1970), katholischer Geistlicher, Bischof von Huajuapan de León
- Francisco Javier Martínez Castillo (* 1974), ernannter Weihbischof in Puebla de los Ángeles
- Alfredo Daza (* 1975), Opernsänger
- Alfredo Toxqui (* 1976), Fußballspieler
- Miguel Hernández (* 1978), Fußballschiedsrichterassistent
- Eric Gálvez (* 1983), Squashspieler
- Erick Osornio (* 1983), Taekwondoin

### Ehrenbürger
- Kurt Pahlen (1907–2003), österreichischer Dirigent, Komponist und Musikwissenschaftler

## Klimatabelle
|                       | Jan  | Feb  | Mär  | Apr  | Mai  | Jun   | Jul   | Aug   | Sep   | Okt  | Nov  | Dez  |   |       |
| Mittl. Tagesmax. (°C) | 23,0 | 23,8 | 25,9 | 27,1 | 27,9 | 26,4  | 25,3  | 25,2  | 24,8  | 24,6 | 24,4 | 23,5 | ⌀ | 25,2  |
| Mittl. Tagesmin. (°C) | 4,6  | 5,9  | 8,1  | 10,2 | 11,7 | 12,4  | 11,4  | 11,4  | 11,3  | 9,6  | 7,3  | 5,3  | ⌀ | 9,1   |
|                       |      |      |      |      |      |       |       |       |       |      |      |      |   |       |
| Niederschlag (mm)     | 9,4  | 7,5  | 11,5 | 23,4 | 87,9 | 197,0 | 164,7 | 155,7 | 192,1 | 73,9 | 12,3 | 4,6  | Σ | 940   |
|                       |      |      |      |      |      |       |       |       |       |      |      |      |   |       |
| Sonnenstunden (h/d)   | 7,7  | 8,4  | 8,3  | 8,0  | 7,6  | 6,8   | 6,7   | 7,2   | 5,7   | 7,2  | 7,7  | 7,5  | ⌀ | 7,4   |
|                       |      |      |      |      |      |       |       |       |       |      |      |      |   |       |
| Regentage (d)         | 1,2  | 1,7  | 2,4  | 5,8  | 13,1 | 17,6  | 16,9  | 17,4  | 17,7  | 9,2  | 2,4  | 1,3  | Σ | 106,7 |
|                       |      |      |      |      |      |       |       |       |       |      |      |      |   |       |
| Luftfeuchtigkeit (%)  | 54   | 52   | 53   | 52   | 58   | 68    | 69    | 68    | 67    | 61   | 61   | 55   | ⌀ | 59,9  |

| 4,6 |

| 5,9 |

| 8,1 |

| 10,2 |

| 11,7 |

| 12,4 |

| 11,4 |

| 11,4 |

| 11,3 |

| 9,6 |

| 7,3 |

| 5,3 |

| 4,6 |

| 5,9 |

| 8,1 |

| 10,2 |

| 11,7 |

| 12,4 |

| 11,4 |

| 11,4 |

| 11,3 |

| 9,6 |

| 7,3 |

| 5,3 |